# Quercus nigra
Quercus nigra, és un tipus de roure que pertany a la família de les fagàcies. Està a dins de la secció dels roures vermells del gènere Quercus.

## Distribució
És originari del sud-est dels Estats Units, des del sud de Delaware i el sud a les zones costaneres de Maryland, Virgínia, el piedmont de Carolina del Nord, tots els de Carolina del Sud, la major part de Geòrgia (amb l'excepció de les Muntanyes Apalatxes), totes Alabama, Mississipi, al centre de Florida, i cap a l'oest fins a Louisiana i l'est de Texas. A partir d'aquí, cap al nord fins al sud-est de Missouri incloent Arkansas, l'est d'Oklahoma, parts de Tennessee, i extrem sud-oest de Kentucky. Es produeix en les terres baixes i fins a 450 m d'altitud.

## Descripció
Quercus nigra és un arbre caducifoli, de grandària mitjana, que creix fins a 30 m d'altura amb un tronc de fins a 1 m de diàmetre. Els arbres joves tenen una escorça llisa i marró que es torna gris-negre amb escates aspres arestes com l'arbre madur. Les fulles són caduques alternes, simples i tardanament, només cauen fins ben entrat l'hivern, són entre 3 a 12 cm de llarg i entre 2 a 6 cm d'ample, variable en forma, en general en forma d'espàtula és ampla i arrodonida a la part superior i estreta i encaixada a la base. Els marges varien en general, és suau i superficialment lobulades, amb uns pèls a la punta de l'àpex i del lòbul. L'arbre és fàcil d'identificar per les fulles, que tenen un lòbul que sembla com si una gota d'aigua es pengés a l'extrem de la fulla. La part superior de cada fulla és d'un verd opac a verd blavós i el fons és un color verd blavós pàl·lid. A la part inferior de les fulles, oxidat pèls acolorits córrer al llarg de les venes. Les glans surten soles o en parelles, 10-14 mm de llarg i ample, amb una cúpula poc profunda, que maduren uns 18 mesos després de la pol·linització en la caiguda del segon any.

## Ecologia

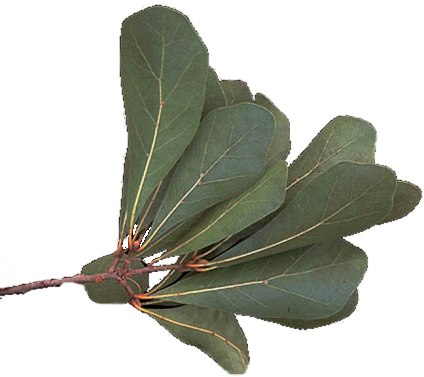
Fulla de clúster del Quercus nigra

Quercus nigra s'adapta a les zones humides i pantanoses, com al llarg dels estanys i bancs de rierols, però també poden tolerar altres llocs ben drenats i fins i tot pesats, sòls compactats. Creix en sòls sorrencs, argiles vermelles i camps antics a les vores de les pantans, rierols i a terres baixes. A causa de la seva capacitat ràpida de creixement i de reproducció, aquest tipus de roure és sovint l'espècie més abundant en un grup d'arbres. La vida de l'arbre és relativament curta en comparació amb altres roures i poden viure només entre 60 i 80 anys. No competeix bé i no tolera ni tan sols una ombra lleugera. S'utilitza amb freqüència per restaurar els boscos de terres baixes de fusta noble a la terra que va ser autoritzada prèviament per les plantacions agrícoles o pi.
D'híbrids de Quercus nigra se'n coneixen amb Quercus falcata, Quercus incana, Quercus laevis, Quercus marilandica, Quercus phellos, Quercus shumardii, i Quercus velutina.
Les glans de Quercus nigra són un aliment important per al cérvol de Virgínia, l'esquirol gris, l'os rentador, el gall dindi salvatge, l'ànec collverd, l'ànec carolí i el colí de Virgínia. A l'hivern, els cérvols naveguen pels brots i branques joves.

## Usos i història
Aquest tipus de roure ha estat utilitzat per obtenir fusta i per a combustible per la gent en els estats del sud des del segle xvii. La fusta es ven generalment com a "roure vermell", barrejada amb la fusta d'altres roures vermells.